# Langues pauwasi
Les langues pauwasi sont une famille de langues papoues parlées en Indonésie, dans la province de Papouasie et en Papouasie-Nouvelle-Guinée, dans la province de Sandaun.

## Classification
Les langues pauwasi font partie des familles possiblement rattachées, selon Malcolm Ross, à la famille hypothétique des langues de Trans-Nouvelle Guinée. Pour Haspelmath, Hammarström, Forkel et Bank l'appartenance du pauwasi à cet ensemble n'est pas établie.
L'appartenance du karkar aux langues pauwasi relève d'un cas singulier. Cette langue parlée en Papouasie-Nouvelle-Guinée a longtemps été considérée comme un isolat linguistique, jusqu'à ce que Timothy Usher, en étudiant des listes de vocabulaire des langues parlées de l'autre côté de la frontière, en Indonésie, réalise que le karkar est clairement apparenté aux langues pauwasi de l'Est. Il pourrait même former un continuum dialectal avec l'emumu.

## Liste des langues
Les langues de l'intérieur du golfe sont :
- langues pauwasi de l'Est
  - emumu
  - karkar (yuri)
  - yafi
- langues pauwasi de l'Ouest
  - dubu
  - towei

## Sources
- (en) Malcolm Ross, 2005, Pronouns as a preliminary diagnostic for grouping Papuan languages, dans Andrew Pawley, Robert Attenborough, Robin Hide, Jack Golson (éditeurs) Papuan pasts: cultural, linguistic and biological histories of Papuan-speaking peoples, Canberra, Pacific Linguistics. pp. 15–66.
- (en) Harald Hammarström, 2010, The status of the least documented language families in the world, Language Documentation and Conservation, Vol. 4, pp. 177-212.